# Десять лодок
«Де́сять ло́док» (англ. Ten Canoes) — австралийский фильм 2006 года в жанре драмы-комедии. Это первый фильм, полностью снятый на одном из аборигенных языков Австралии. Название фильма связано с одной из сюжетных линий: племя аборигенов делает 10 каноэ и отправляется на них за гусиными яйцами, и по ходу их путешествия один из его участников рассказывает историю. Фильм получил специальную премию Каннского фестиваля.

## Сюжет
Все участники фильма, кроме рассказчика, чей голос слышен за кадром на английском языке, говорят на аборигенных языках группы юлнгу (Yuulngu), называемой также йолнгу-мата (относится к семье пама-ньюнга), с английскими субтитрами. Все актёры фильма — аборигены, многие из них жили вдалеке от цивилизации и никогда раньше не принимали участия в съёмках, поэтому в фильме они вели себя естественно, изображая свою повседневную жизнь.
Действие происходит в Арнем-Ленде задолго до контакта с европейцами. Рассказчик (Дэвид Галпилил) рассказывает историю, которая происходит перед глазами зрителя в чёрно-белых цветах. В этой истории к воину Даинди (Джеймс Галпилил) во время сбора гусиных яиц обращается его старший родственник. Даинди завидует ему, поскольку у родственника — несколько жён, а у него нет ни одной. Тогда родственник, чтобы наставить Даинди на путь истинный, рассказывает ему старинную историю о ревности, которая предстаёт перед глазами зрителя уже в цветном изображении.
В этой истории сложилась подобная ситуация: молодой воин Иралпарил, которого также играет Джеймс Галпилил, не имеет своей жены и безнадёжно влюблен в Мунанджарру, младшую жену своего старшего брата Риджимирарила (всего у него три жены). Авторитетом в племени пользуется старейшина Бирринбиррин, единственной страстью которого в его преклонном возрасте остался мёд.
Однажды при загадочных обстоятельствах пропадает средняя жена Риджимирарила, Новалингу. Оставаясь внешне спокойным, Риджимирарил кипит от бешенства и ревности и подозревает, что жену могло украсть одно из соседних племён. Однажды на охоте он встречает воина из чужого племени и обвиняет в похищении жены, тот отрицает свою вину, и Риджимирарил убивает его, после чего вместе с Бирринбиррином прячет тело. Однако соседнее племя находит тело и требует мести: по местным обычаям, в обидчика бросают копья до тех пор, пока на его теле не появится хотя бы одна рана. Вместе с Риджимирарилом под копья добровольно встаёт его младший брат Иралпарил, однако копьё попадает всё же в Риджимирарила, который через несколько дней умирает. Перед смертью Риджимирарил исполняет танец смерти — обязательный ритуал во многих племенах австралийских аборигенов. Вскоре после его смерти до похорон в племя возвращается Новалингу и рассказывает, что её действительно похитили, а затем продали в другое дальнее племя, отуда она потом сбежала и поэтому дорога обратно отняла у неё столько времени. Бирринбиррин отговаривает племя от новой войны. После смерти, согласно обычаям племени, к Иралпарилу переходят все жёны брата — не только любимая Мунанджарра, но и две старших, которые тоже требуют внимания. Таким образом, он получил желанное, но счастлив ли он?

## Признание
При бюджете 2,2 млн австралийских долларов он собрал в прокате более 3 млн долларов. Также фильм отмечен премиями Австралийского института кинематографии.

## В ролях
Исполнитель одной из главных ролей, Крузо Курддал, был выходцем из Манингриды, и его родным языком был куньвиньку, тогда как прочие участники — из Рамингининга (Северные территории) — говорили на различных языках группы йолнгу-мата. Возможно, с этим связано то, что Риджимирарил, роль которого исполнял Курддал, в фильме почти не говорит.
| Актёр                                                    | Роль                       |
| -------------------------------------------------------- | -------------------------- |
| Дэвид Галпилил                                           | рассказчик                 |
| Крузо Курддал (Crusoe Kurddal)                           | Риджимирарил               |
| Джейми Галпилил (Jamie Gulpilil)                         | Даинди, Иралпарил          |
| Ричард Бирринбиррин (Richard Birrinbirrin)               | Бирринбиррин               |
| Питер Миньгулулу (Peter Minygululu)                      | Миньгулулу                 |
| Соня Джаррабалминьм (Sonia Djarrabalminym)               | Баналанджу (старшая жена)  |
| Фрэнсис Джулибинг (Frances Djulibing)                    | Новалингу (средняя жена)   |
| Кассандра Малангарри Бейкер (Cassandra Malangarri Baker) | Мунанджарра (младшая жена) |
| Филип Гудтайкудтай (Philip Gudthaykudthay)               | колдун                     |
| Питер Джигирр (Peter Djigirr)                            | жертва убийства            |
| Майкл Даву (Michael Dawu)                                | пришелец                   |